# Johannes II. (Jerusalem)
Johannes II. (* um 356; † 10. Januar 417) war von 387 bis zu seinem Tod Bischof von Jerusalem.
Johannes war zuerst Mönch und wurde 387 Nachfolger des Bischofs Kyrill. Gemeinsam mit Rufinus von Aquileia verteidigte er die Theologie des Origenes gegen dessen Kritiker Hieronymus, Epiphanius von Salamis und Theophilos von Alexandria. Er nahm den britischen Asketen Pelagius auf und veranlasste, dass eine Synode in Lydda-Diospolis 415 dessen Lehre für rechtgläubig erklärte. Daraufhin kam es zu einem Briefwechsel zwischen Johannes und Augustinus von Hippo. Johannes ließ 415 die Hagia Sion bauen. Er verfasste wahrscheinlich die Kyrill von Alexandria zugeschriebenen fünf Mystagogischen Katechesen.